# Allen Klein
Allen Klein (18. prosince 1931 – 4. července 2009) byl americký podnikatel, manažer a ředitel nahrávací společnosti, známý pro svou drsnou osobnost a neetické praktiky. V roce 1961 založil ABKCO Music & Records, Inc. Jako manažer The Rolling Stones si kontroverzně osvojil výhradní autorská práva na veškerou jejich hudbu složenou před rokem 1971.